# Lukáš Kraják
Lukáš Kraják (* 2. listopadu 1995 v Hradci Králové) je český fotbalový záložník či útočník, od července 2016 působící v týmu SK Převýšov, kde je na hostování z FC Hradec Králové.

## Klubová kariéra
Svoji fotbalovou kariéru začal v klubu FC Hradec Králové, kde prošel všemi mládežnickými kategoriemi. V průběhu jarní částí sezony 2014/15 se propracoval do prvního mužstva, ale nadále působil v mládeži. V létě 2016 odešel na hostování do klubu SK Převýšov.